# Галимов, Ильяс Хамидович
Ильяс Хамидович Галимов (14 марта 1937, Бакча-Сарай, Верхнеуслонский район, Татарская АССР, РСФСР, СССР — 28 июля 2004, Санкт-Петербург) — советский футболист, вратарь. Мастер спорта СССР (1969).

### Карьера игрока
Воспитанник казанской «Искры» («Рубина»), играл под руководством легендарного тренера казанцев Николая Сентябрёва. Далее шесть сезонов (с перерывом) провёл в ленинградском «Зените», но стать основным голкипером команды Класса «А» Галимову не удалось. В 1968 году перешёл в николаевский «Судостроитель». Дебют в форме «корабелов» состоялся 19 апреля в домашнем кубковом матче с ивановским «Текстильщиком», выигранном со счетом 1:0. Игра нового вратаря понравилась болельщикам — несмотря на средний рост, он отличался отменной прыгучестью, умением выбора позиции и уверенными действиями на выходах. В 1/8 финала розыгрыша Кубка СССР «Судостроитель» отправился на выезд в Казань. В матче против своего родного клуба Галимов «тащил» все, что летело в створ ворот, в результате — 2:0, победа николаевцев. В 1/4 финала «Судостроитель» обыграл московский «Торпедо», а в полуфинале проиграл львовским «Карпатам». В обоих матчах ворота «корабелов» защищал Ильяс Галимов. Сезон 1968 года стал одним из самых удачных в истории николаевской команды. Кроме успеха в кубке, команда также заняла первое место в своей подгруппе и участвовала в финальном турнире за право перехода в первую группу класса «А» (высшая лига). Всего в Николаеве Галимов провёл три сезона, участвовал в 123 официальных матчах, в том числе 11 кубковых.
В 1964 окончил школу тренеров при ГОЛИФК имени П. Ф. Лесгафта. Работал тренером в школе «Смена-II» (1970—1973, Смольнинский район).